# 小行星7907
小行星7907（7907 Erasmus）是一颗绕太阳运转的小行星，为主小行星带小行星。该小行星于1960年9月24日发现。

## 轨道参数
小行星7907的轨道半长轴为2.7845364 UA，离心率为0.017。